# (85411) Paulflora
(85411) Paulflora est un astéroïde de la ceinture principale.

## Description
(85411) Paulflora est un astéroïde de la ceinture principale. Il fut découvert le 3 novembre 1996 à Linz par Erich Meyer et Erwin Obermair. Il présente une orbite caractérisée par un demi-grand axe de 2,70 UA, une excentricité de 0,07 et une inclinaison de 4,3° par rapport à l'écliptique.

## Compléments